# Rod Lurie
Rod Lurie (nacido el 15 de mayo de 1962) es un director de cine, guionista y ex-crítico de cine israelí-estadounidense.

## Primeros años y carrera
Hijo de Ranan, Rod Lurie nació en Israel pero se mudó a Estados Unidos a una edad temprana, creciendo en Greenwich, Connecticut, y Honolulu, Hawái.
Graduándose de la Academia Militar de los Estados Unidos en West Point en 1984, Lurie sirvió al ejército estadounidense como oficial de Artillería de Defensa Aérea, luego se convirtió en un periodista de entretenimientos y crítico de cine.
Como periodista en la industria del entretenimiento, su descubrimiendo de prácticas no éticas e ilegales en los periódicos sensacionalistas le ganó exposición nacional en programas como 60 Minutes, Entertainment Tonight, Larry King Live, Nightline y Geraldo. Su estilo irreverente, (una vez describió a Danny DeVito como un "testículo con brazos"), a menudo tuvo controversias. En 1995, su libro Once Upon a Time in Hollywood: Moviemaking, Con Games, and Murder in Glitter City, fue publicado.

## Filmografía (Selección)

### Director
| Año  | Título              | Título original | Notas |
| ---- | ------------------- | --------------- | ----- |
| 2000 | La última fortaleza | The Last Castle |       |
| 2001 | Candidata al poder  | The Contender   |       |
| 2011 | Perros de paja      | Straw Dogs      |       |

### Guionista
| Año  | Título             | Título original | Notas |
| ---- | ------------------ | --------------- | ----- |
| 2001 | Candidata al poder | The Contender   |       |
| 2011 | Perros de paja     | Straw Dogs      |       |